# (3384) Далия
(3384) Далия (лат. Daliya) — типичный астероид главного пояса, открыт 19 сентября 1974 года советским астрономом Людмилой Черных в Крымской астрофизической обсерватории и 31 мая 1988 года назван в честь Владимира Даля.

## Обнаружение и именование
(3384) Далия
Открыт 19 сентября 1974 года в Научном Л. И. Черных.
Назван в честь выдающегося лексиколога, этнографа и писателя Владимира Ивановича Даля (1801—1872), составителя знаменитого "Толкового словаря живого русского языка".
Оригинальный текст (англ.)3384 Daliya
Discovered 1974-09-19 by Chernykh, L. at Nauchnyj.
Named for Vladimir Ivanovich Dal' (1801—1872), outstanding lexicologist, ethnographer and writer, compiler of the famous "Explanatory Dictionary of the Living Russian Language".
Источники: DISCOVERY.DB; M.P.C. 13176.

## Орбита

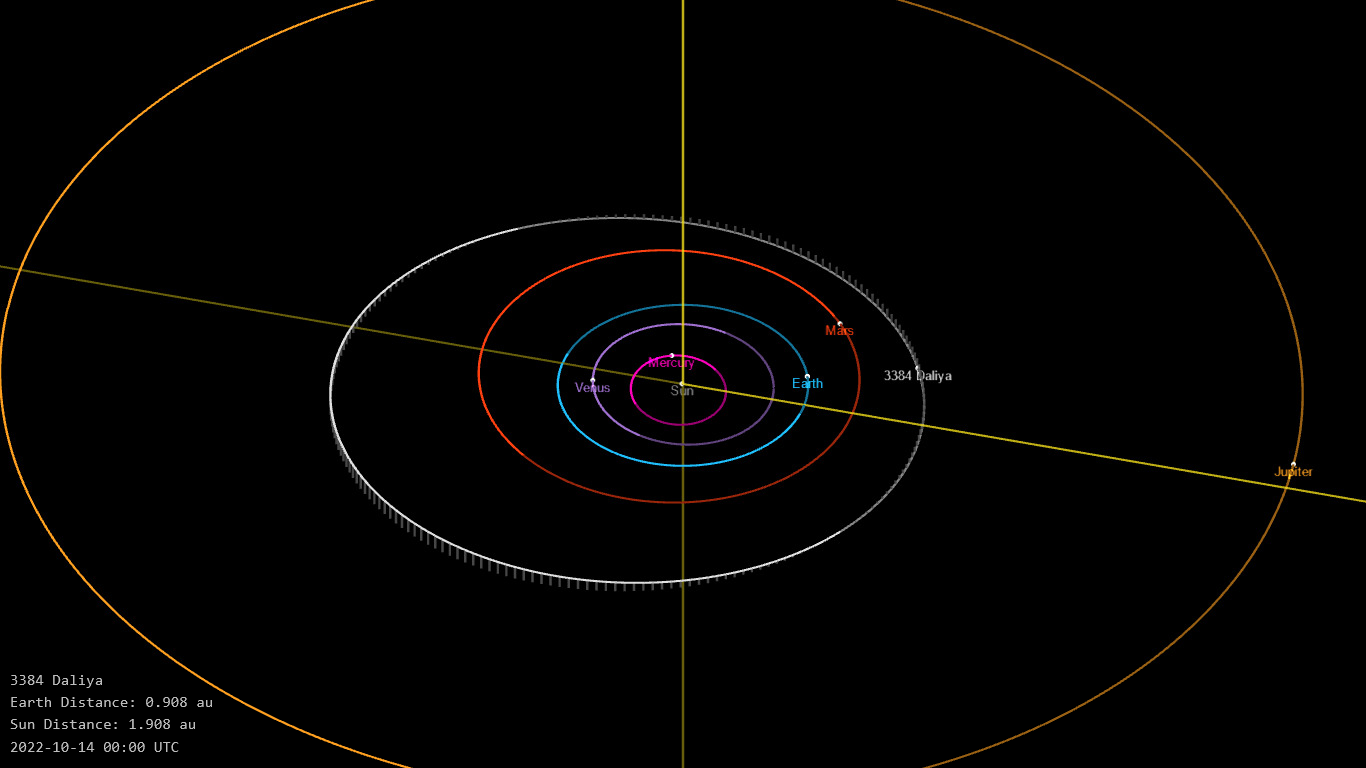
Орбита астероида Далия и его положение в Солнечной системе

## Физические характеристики
Астероид относится к таксономическому классу X.
По результатам наблюдений системы телескопов панорамного обзора и быстрого реагирования Pan-STARRS, наблюдений системы последнего оповещения о столкновении астероида с Землей ATLAS и наблюдений космического телескопа оптического диапазона Gaia абсолютная звёздная величина астероида сначала оценивалась равной 12,80±0,57m, позже — 13,70±0,056m и 14,00±0,033m, 13,32±0,26m.